# Diran Adebayo
Diran Adebayo (Londra, 30 agosto 1968) è uno scrittore britannico di origine nigeriana, noto per i suoi romanzi basati sul tema del multiculturalismo.
Critico culturale ed accademico, è soprattutto conosciuto per il suo stile "musicale" e i suoi racconti sulla vita degli africani della diaspora. Il suo lavoro è caratterizzato dall'interesse per le identità culturali multiple e le sottoculture, e dall'impiego di diversi registri linguistici. Grazie alle sue opere ha vinto numerosi premi ed ha ricevuto una vasta approvazione da parte dei critici. Fra i suoi ammiratori si annovera la scrittrice Zadie Smith, che lo ha elogiato per la sua "umanità", definendolo come uno dei pochi scrittori britannici che "comunicano sia sapere che emozioni". Nel 2002 il Times Literary Supplement lo ha definito uno dei Best Young British Novelists, ossia una delle migliori giovani promesse della narrativa britannica.

## Formazione
Diran Adebayo nacque a Londra nel 1968 da genitori nigeriani. All'età di 12 anni vinse una importante borsa di studio per il Malvern College, dove passò l'adolescenza, e si laureò in legge all'Università di Oxford. Fra i suoi amici al Wadham College di Oxford, vi erano la scrittrice Monica Ali e Hari Kunzru, mentre il critico afro-futurista e teorico Kodwo Eshun, che Adebayo nomina nei suoi ringraziamenti in Some Kind of Black, era un'altra delle sue conoscenze ai tempi dell'università.
La sua carriera letteraria inizia con l'attività di reporter per i giornali The Voice, New Nation e per la BBC. Il romanzo di debutto di Adebayo, Some Kind of Black, ruota intorno alle avventure del giovane protagonista, Dele, ed è scritto dalla prospettiva inedita di un africano di cittadinanza britannica. Il libro gli valse numerosi premi fra cui il Writers' Guild of Great Britain's New Writer of the Year Award, l'Author's Club First Novel Award, il Saga Prize del 1996, un Betty Trask Award e una nomina per il Booker Prize. Venne trasmesso in una serie radiofonica, ed è attualmente un Modern Classic della Virago.
La sua opera successiva, la favola My Once Upon A Time, ambientata in una città orientale simil-londinese in un futuro non troppo lontano, fonde il noir con il folklore Yoruba e rafforza la sua reputazione di innovatore, specie per l'abile impiego di differenti registri e stili di linguaggio. Elemento ricorrente del romanzo è l'uso della canzone Heaven and Hell degli Chef Raekwon del Wu-Tang Clan.
Nel 2000 l'università di Vienna conferì allo scrittore lo stipendio Abraham Woursell, ovvero un premio per giovani scrittori europei degni di nota, ammontante a 60000 $.
Nel 2004 Adebayo fu co-editore con Blake Morrison e Jane Rogers di New Writing 12, l'antologia annuale di letteratura britannica e del Commonwealth. L'anno dopo divenne il primo direttore del Cheltenham Literature Festival e scrisse il documentario Out of Africa per la BBC. Nel 2006 fece parte del progetto International Writing alla Southampton University, prima di stabilirsi alla Georgetown University.
Nel 2009 donò il racconto breve Calculus al progetto Ox-tales di Oxfam, una collezione di quattro storie britanniche scritte da 38 autori. La sua storia fu pubblicata nella collezione Air.
Adebayo è un membro della Royal Society of Literature e della Fondazione Santa Maddalena, ed un ex membro del The Book Trust e dell 'Arts Council of England.
Scrive articoli sull'arte e sullo sport per giornali come il Guardian, l'Independent e il magazine New Statesman.
Vive a Londra ed è il fratello minore dello scrittore, giornalista, editore e presentatore Dotun Adebayo.

## Some Kind of Black
Some Kind of Black è il suo libro di esordio. Vincitore del Saga Prize per scrittori britannici di colore nel 1996, l'anno successivo viene pubblicato nella collana dei Modern Classics della Virago, una casa editrice femminista che raramente si occupa di scrittori.

### Genere
Some Kind of Black è stato annoverato all'interno del genere del bildungsroman, o "novel of transformation". Ne farebbero parte anche altri romanzi di "Black Britain Writers", come Olaudah Equiano con il suo Interesting Narrative, ispirato a Goethe e al suo Wilhelm Meister. Tale genere si caratterizza come una storia in cui il protagonista, nell'immaginario collettivo un personaggio bianco, attraverso le sue esperienze matura ed entra nell'età adulta. Nell'ambito della Black British Literature, mutando il contesto sociologico e storico, esso viene "rivisitato", ridefinendo sia le caratteristiche del protagonista, in questo caso un "nero" che si muove ai margini della società europea in cui vive, sia il percorso di definizione dell'identità, che - con riferimento a un soggetto "non bianco"  - si realizza soltanto parzialmente e con difficoltà, attraverso l'esplorazione dell'eredità culturale di appartenenza, e la definizione della relazione con l' "altro".

### Trama
Il personaggio principale è Dele, uno studente britannico di origine nigeriana, che cerca di conciliare la sua eredità culturale, la sua esperienza universitaria a Oxford e il suo ruolo nella società londinese. Entra in contatto col mondo della musica, della droga, e - dopo uno scontro della sorella Dapo con la polizia, incidente che la manderà in coma - con quello dell'attivismo politico. Dapo è affetta da anemia falciforme, una patologia ereditaria: dettagli come questo fanno capire l’interesse che Adebayo pone nel sottolineare come le condizioni di certi personaggi siano legate in qualche modo al retaggio culturale. La sfida principale che Dele deve affrontare è la ricerca della sua identità di “british” che è anche “black”: l’equilibrio che deve cercare di raggiungere gli permetterà di diventare ‘’some kind of black”, "un nero di qualche tipo". Per fare ciò, dovrà affrontare le pressioni più radicali della generazione precedente della sua famiglia, legata alle radici nigeriane, e superare le difficoltà correlate al farsi accettare in una società condizionata dagli stereotipi e dai pregiudizi razziali. L'epilogo lascia il protagonista in una posizione incerta: Dele dovrà giungere faticosamente alla consapevolezza che il concetto di cultura è mutevole, aperto alla trasformazione grazie allo scambio con l'altro. Questo gli permetterà di forgiare la sua identità, rappresentando egli stesso un punto di incontro fra due mondi.

### Tematica
Il libro affronta attraverso le peripezie del suo giovane protagonista le tappe di una crisi di identità in relazione al ruolo da questi occupato nella società e al modo in cui viene da essa percepito. Nella sua incertezza di appartenere al mondo bianco o nero, Dele condurrà una sorta di doppia vita, diviso fra la condizione di "bianco" e di "nero". Si identificherà ora con l'una e ora con l'altra identità, vivendo il peso degli stereotipi che entrambe gli impongono e che egli analizza con sguardo cinico. La doppia natura della sua identità si manifesta anche sentimentalmente: Dele si lega infatti a due donne appartenenti all’una e all’altra realtà: Andria, una studentessa di Oxford appartenente alla middle-class bianca, e una ragazza nera. Il rapporto amoroso fra Andria e Dele è vissuto da quest'ultimo come una forma di rivalsa storica dei neri sulla società bianca: di contro, Andria stessa con i suoi tratti mediterranei rappresenta un punto di incontro fra Africa e Nord Europa.
Dominante sia per lo sviluppo del personaggio che per la caratterizzazione dello spazio è il concetto di movimento e di fluidità: il protagonista si muove continuamente fra diversi ruoli sociali, da un registro linguistico standard, al cockney, allo slang hip-hop; da uno stile di abbigliamento all'altro; da Oxford a Londra e fra una strada e l'altra della metropoli stessa. Allo stesso modo i contorni dello spazio urbano si sfumano e mutano continuamente: tuttavia, nonostante questo continuo senso di movimento ed indeterminatezza dei confini, la barriera fra società bianca e nera viene rappresentata come ben definita. L’unico ambiente nel romanzo in cui il protagonista si fa testimone di una genuina commistione fra i due mondi è quella della sala da ballo, dove la musica, in un miscuglio di dance music asiatica moderna e reggae, propone un luogo di incontro fra culture.
È notevole il fatto che, a differenza di opere del medesimo genere, la definizione della propria identità venga determinata da un viaggio nei confini del proprio luogo di nascita, e non alla scoperta delle proprie radici: Dele infatti non attraversa mai i confini del Regno Unito nel suo viaggio di formazione, in quanto il suo movimento si limita allo sterminato spazio urbano di Londra e all'ambiente universitario di Oxford. Ciò suggerisce da parte dell'autore un atteggiamento nuovo rispetto alla questione dell'identità, scartando come risposta soddisfacente quella del ritorno alle origini: la sua idea di identità è infatti caratterizzata da un senso di contaminazione reciproca fra culture piuttosto che da un "ritorno" alla cultura dei padri.

## My Once Upon a Time
La seconda opera di Adebayo, My Once Upon a Time (2001), esemplifica la poetica dello scrittore, basata sulla commistione di più generi e registri, provenienti tanto dalla cultura europea che dalla tradizione nigeriana: si tratta di un pastiche letterario che attinge con flessibilità da generi sia "alti" che "bassi", dalla Bibbia, dalla favola europea (Cenerentola), dal folklore Yoruba, dalla tragedia shakespeariana Troilo e Cressida, dal romanzo cavalleresco, dalla commedia (Cyrano de Bergerac), dal bildungsroman e dal romanzo poliziesco. Filo conduttore dell'opera è la canzone Heaven and Hell del gruppo hip-hop Wu-Tang Clan, che costituisce anche un esempio di contaminazione fra antico e moderno.
Il titolo è un omaggio a Sergio Leone e ai suoi celebri spaghetti western, C'era una volta il West (il cui titolo originale è Once Upon a Time in the West) e C'era una volta in America (Once Upon a Time in America), suggerendo un tipo di atteggiamento anticonformista parallelo a quello del regista nei confronti della tradizione e delle aspettative del pubblico. Tale aspetto è sottolineato anche dall'inserimento del pronome personale my, che si riferisce alla prospettiva originale in cui l'autore ha deciso liberamente di inquadrare i generi tradizionali da cui trae ispirazione, rifiutando di uniformarsi alla vena realista ritenuta tipica della Black Literature. In italiano in effetti il titolo può essere tradotto come "Il mio c'era una volta".

### Trama
L'opera è ambientata in uno scenario urbano simil-londinese per il riferimento velato ad alcuni punti di riferimento della metropoli: ciononostante, la città in cui si svolge la storia mantiene dei tratti di indeterminatezza, tanto che si potrebbe trattare di qualsiasi città.  Ha come protagonista un personaggio nero il cui nome lo rende chiaramente riconoscibile come una sorta di Everyman: Boy (letteralmente "ragazzo").
Boy viene incaricato da un enigmatico cliente, un trickster identificabile con la divinità yoruba Eshu, di trovare una ragazza per lui. In cambio gli viene promesso che il suo unico desiderio, ovvero di poter lavorare con il Race Man, un leader nero dai tratti quasi divini, verrà esaudito. Boy, dopo aver decifrato il misterioso messaggio lasciatogli dal trickster come pista della sua ricerca, trova finalmente dopo vari tentativi la ragazza giusta, Girl (letteralmente "ragazza"), che rappresenta tutto ciò che Boy desidera nella vita. Sentendosi fortemente attratto da lei e venuto a conoscenza del fatto che l'indagine nient'altro era che una prova a cui il dio Eshu lo aveva sottoposto, commette al momento della conclusione dell'accordo un errore fatale. Si rifiuta infatti di consegnargli la ragazza e lo uccide: così facendo, venendo meno agli ideali cavallereschi di autodisciplina ed integrità morale che tanto ammira, Boy fallisce nella sua impresa e distrugge la prospettiva di una vita migliore che Eshu gli avrebbe offerto, in cui avrebbe trovato l'amore di Girl e la felicità lontano dal ghetto e dagli stereotipi di violenza ad esso legati. L'errore di Boy consiste anche nel non aver compreso che Eshu cercava, attraverso l'inganno della ricerca dell'amore, di incoraggiare Boy ad un'indagine sulla propria condizione esistenziale.
La struttura del romanzo ricalca quella dell'Ecclesiaste, diviso in due parti: nei primi capitoli la storia offre una riflessione filosofica sulla vita e sulla sua assurdità da parte di Boy, mentre la seconda metà è occupata da una meditazione di natura etica su come si debba vivere per poter essere felici. Dal settimo volume dell'Ecclesiaste è inoltre tratto l'indovinello di Eshu, che può essere letto per i primi due versi come un'interpretazione della struttura composita del romanzo, e negli ultimi due come la rivelazione dell'oggetto della ricerca di Boy, ossia l'amore di una donna:

### L'Estetica del Trickster
La commistione di generi, registri e stili differenti soddisfa quella che è stata definita "trickster aesthetic" ("l'estetica del trickster"): si tratta di sfumare i confini fra due elementi culturali eterogenei, ma compatibili, all'interno di un'opera. Il meccanismo di cui si serve è esemplificato dal concetto di "Signifiyin(g)": si tratta di un procedimento ironico derivato dalla tradizione vernacolare africana basato sul gioco di parole e sulla differenza fra senso letterale e senso figurato di esse. In My Once Upon a Time, ogni citazione o riferimento ad altri testi ha una doppia lettura, così come lo stesso indovinello del trickster è ambiguo: da un lato si può estrapolare il senso letterale, immediato del messaggio, dall'altro si scopre un livello più profondo e nascosto di significato, che fa riferimento alla vera ricerca di Boy, di natura universale.

## Premi
- Saga Prize (1995)
- Writers' Guild Award - Nuovo Scrittore dell'Anno (1996)
- Authors' Club - Miglior Romanzo dell'Anno (1996)
- Betty Trask Award (1997)

## Opere
- 1997, Some Kind of Black
- 2001, My Once Upon A Time
- 2004, New Writing 12 (co-editore)
- 2005, Underwords: the Hidden City
- 2009, Ox-Tails: Air